# Tyler Seguin
Tyler Seguin (* 31. ledna 1992, Brampton, Ontario) je kanadský hokejový útočník hrající na pozici centra v týmu Dallas Stars v severoamerické lize NHL. Současně je zástupce kapitána. Tyler Seguin byl vybrán jako druhý v pořadí při draftu v roce 2010, když si ho vybral tým Boston Bruins a hned ve své nováčkovské sezóně 2010/11 se mu podařilo získat Stanley Cup. O rok později skončil druhý v žebříčku +/-, kdy sezónu zakončil s kladným skórem +34 při účasti na ledě.
Při výlukové sezóně hrál ve švýcarské NLA za tým Biel a vsítil 25 branek, nejvíc z celého týmu. V roce 2013 byl vyměněn do týmu Dallas Stars za několik hráčů včetně Louiho Erikssona. Celkem se výměny účastnilo 7 hráčů.

## Úspěchy

### Individuální úspěchy
- OHL 1. All-Rookie Team – 2009
- CHL 1. All-Star Team – 2010
- CHL Top Draft Prospect Award – 2010
- OHL All-Star Game – 2010
- OHL 1. All-Star Team – 2010
- Red Tilson Trophy – 2010
- Eddie Powers Memorial Trophy – 2010

### Kolektivní úspěchy
- Zlatá medaile z Memoriálu Ivana Hlinky – 2009
- Zlatá medaile ze šampionátu do 17 let – 2009
- Vítěz Stanley Cupu – 2011
- Zlatá medaile ze Spengler Cupu - 2012
- Zlatá medaile z Mistrovství světa - 2015

## Prvenství
- Debut v NHL – 9. října 2010 (Boston Bruins proti Phoenix Coyotes)
- První gól v NHL – 10. října 2010 (Phoenix Coyotes proti Boston Bruins, ruskému brankáři Ilja Bryzgalov)
- První asistence v NHL – 16. října 2010 (New Jersey Devils proti Boston Bruins)
- První hattrick v NHL – 5. listopadu 2011 (Toronto Maple Leafs proti Boston Bruins)

## Klubová statistika
| Sezóna      | Klub             | Soutěž      |     | Základní část | Základní část | Základní část | Základní část | Základní část |    | Play off | Play off | Play off | Play off | Play off |
| Sezóna      | Klub             | Soutěž      | Z   | G             | A             | B             | TM            | Z             | G  | A        | B        | TM       |          |          |
| 2008–09     | Plymouth Whalers | OHL         | 61  | 21            | 46            | 67            | 28            | 11            | 5  | 11       | 16       | 8        |          |          |
| 2009–10     | Plymouth Whalers | OHL         | 63  | 48            | 58            | 106           | 54            | 9             | 5  | 5        | 10       | 8        |          |          |
| 2010–11     | Boston Bruins    | NHL         | 74  | 11            | 11            | 22            | 18            | 13            | 3  | 4        | 7        | 2        |          |          |
| 2011–12     | Boston Bruins    | NHL         | 81  | 29            | 38            | 67            | 30            | 7             | 2  | 1        | 3        | 0        |          |          |
| 2012–13     | Boston Bruins    | NHL         | 48  | 16            | 16            | 32            | 16            | 22            | 1  | 7        | 8        | 4        |          |          |
| 2013–14     | Dallas Stars     | NHL         | 80  | 37            | 47            | 84            | 18            | 6             | 1  | 2        | 3        | 0        |          |          |
| 2014–15     | Dallas Stars     | NHL         | 71  | 37            | 40            | 77            | 20            | —             | —  | —        | —        | —        |          |          |
| 2015–16     | Dallas Stars     | NHL         | 72  | 33            | 40            | 73            | 16            | 1             | 0  | 0        | 0        | 0        |          |          |
| 2016–17     | Dallas Stars     | NHL         | 82  | 26            | 46            | 72            | 22            | —             | —  | —        | —        | —        |          |          |
| 2017–18     | Dallas Stars     | NHL         | 82  | 40            | 38            | 78            | 43            | —             | —  | —        | —        | —        |          |          |
| 2018–19     | Dallas Stars     | NHL         | 82  | 33            | 47            | 80            | 18            | 13            | 4  | 8        | 12       | 2        |          |          |
| 2019–20     | Dallas Stars     | NHL         | 69  | 17            | 33            | 50            | 22            | 26            | 2  | 11       | 13       | 12       |          |          |
| 2020/21     | Dallas Stars     | NHL         | 3   | 2             | 0             | 2             | 0             | —             | —  | —        | —        | —        |          |          |
| 2021/22     | Dallas Stars     | NHL         | 81  | 24            | 25            | 49            | 30            | 7             | 2  | 2        | 4        | 4        |          |          |
| 2022/23     | Dallas Stars     | NHL         | 76  | 21            | 29            | 50            | 24            | 19            | 5  | 4        | 9        | 4        |          |          |
| 2023/24     | Dallas Stars     | NHL         | 68  | 25            | 27            | 52            | 26            | 19            | 5  | 8        | 13       | 2        |          |          |
| NHL celkově | NHL celkově      | NHL celkově | 969 | 351           | 437           | 788           | 303           | 133           | 25 | 46       | 71       | 30       |          |          |

## Reprezentace
| Rok                       | Tým                       | Soutěž                    | Z  | G | A  | B  | TM |
| ------------------------- | ------------------------- | ------------------------- | -- | - | -- | -- | -- |
| 2009                      | Kanada Ontario 17         | WHC-17                    | 6  | 3 | 8  | 11 | 8  |
| 2009                      | Kanada 18                 | MIH-18                    | 4  | 4 | 6  | 10 | 6  |
| 2015                      | Kanada                    | MS                        | 10 | 9 | 0  | 9  | 2  |
| Juniorská kariéra celkově | Juniorská kariéra celkově | Juniorská kariéra celkově | 10 | 7 | 14 | 21 | 14 |
| Seniorská kariéra celkově | Seniorská kariéra celkově | Seniorská kariéra celkově | 10 | 9 | 0  | 9  | 2  |